# Comurhex
Comurhex (pour COnversion Métal URanium HEXafluorure) était jusqu'en février 2014 une filiale française de Areva NC qui traite le quart de la production mondiale d'uranium et la quasi-totalité de l'uranium consommé en France. Elle exportait plus de la moitié de sa production en Asie, aux États-Unis et en Europe et représentait environ 600 emplois directs.
Cette société pilotait deux sites industriels de conversion de l'uranium naturel (yellow cake) sous la forme d'hexafluorure d'uranium (UF6). Sur le premier site de Malvesi (Aude), le yellow cake en provenance des mines d'uranium est purifié  pour produire du tétrafluorure d'uranium (UF4). Cet UF4 est ensuite envoyé à l'usine Comurhex de Pierrelatte (Drôme) où il est transformé en hexafluorure d'uranium (UF6). L'hexafluorure d'uranium est ensuite enrichi à l'usine Georges-Besse II exploitée par la SET (filiale d'Areva) pour devenir du combustible nucléaire qui est irradié dans les centrales.

## Histoire
- Cogema
- Comurhex
- Comurhex, Eurodif
- SICN, CERCA, CEA
- Cogema
- Framatome

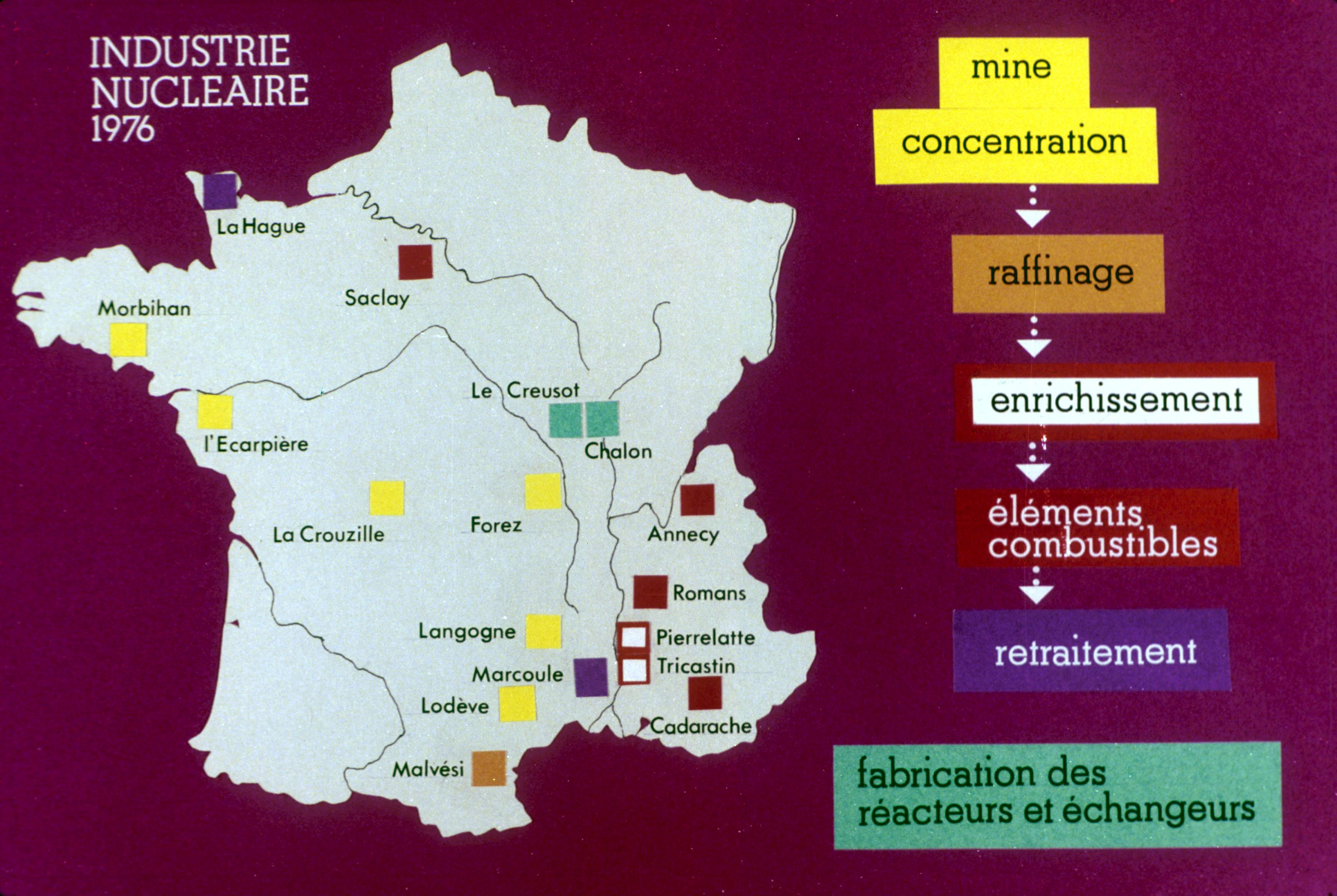
Carte de France de l'industrie nucléaire en 1976 et répartition des cœurs de métier :

Dès 1946, le raffinage de l'uranium fut réalisé à l'usine du Bouchet, située à 40 km au sud de Paris. En 1956, la décision fut prise de construire une usine à Malvési, à 3 km au nord-ouest de Narbonne. En 1959 est créée la Société de Raffinage de l’Uranium à Malvési (SRU) pour produire de l'uranium métal par magnésiothermie  dans la filière uranium naturel graphite gaz.
En 1961 est fondée la Société des Usines Chimiques de Pierrelatte (SUCP) qui fabrique de l'UF6 pour l'enrichissement de l'uranium par diffusion gazeuse.
En 1971 est créée la société Comurhex (société pour la conversion de l’uranium en métal et hexafluorure), par regroupement des usines chimiques de Pierrelatte et de Malvési. Cette même année, le centre du Bouchet est fermé et commence à être démantelé.
Initialement détenue à 51 % par Pechiney et à 49 % par Cogema, Pechiney cède en 1992 Comurhex à Cogema. Puis Cogema a été intégrée en 2001 au groupe Areva lors de sa création.
Le 21 décembre 2001, Comurhex est condamné à 60 000 euros d'amendes pour pollutions des eaux ayant entrainé la mort de poissons.
Le 25 février 2014, l'entreprise Comurhex est radiée du registre du commerce et des sociétés (RCS), par suite de sa fusion avec sa société-mère.

## Risques
Les usines de la Comurhex comportent des risques chimiques accidentels importants et des risques radioactifs chroniques.
Le procédé industriel mis en œuvre à l'usine de Malvési produit une importante quantité de déchets radioactifs - les résidus de traitement de conversion de l'uranium (RTCU) - ainsi que des rejets gazeux Nox dans l’air par la cheminée du site, et dans les canaux environnants par les conduites de rejets liquides.